# Peștera cu apă de la Bulz
Peștera cu apă de la Bulz din bazinul inferior al Văii Iadului și reprezintă exurgența apelor din Peștera-ponor Sâncuta și din Depresiunea carstică Ponoare ce alcatuiesc unul dintre cele mai impresionante sisteme carstice din M. Pădurea Craiului

## Localizare
Peștera este situată pe malul stâng al Văii Iadului, peste drum de Consiliul local al comunei Bulz (jud. Bihor), la o distanță de aproximativ 2 km amonte de confluența cu Crisul Repede, coordonate 46°54′45″N 22°40′20″E / 46.91250°N 22.67222°E.

## Căi de acces
De la halta C.F.R. Stâna de Vale (linia ferată Cluj-Napoca — Oradea) se urmează drumul carosabil de-a lungul Văii Iadului pâna la Consiliul local al comunei Bulz, iar de aici la peșteră, sau din soseaua Cluj-Napoca — Oradea (D.N. 1, km 565) se deviază în satul Bucea spre sud și se urmează drumul carosabil ce duce la stațiunea climaterică Stâna de Vale, pâna la Consiliul local din comuna Bulz. 

## Istoric
Despre existența și interesul turistic al acestei peșteri se amintește încă în literatura de la sfârșitul secolului al XIX-lea. S. Nagy, V. Pușcariu fac unele prospecțiuni biospeologice sumare, iar în 1944 H. Kcssler o explorează pentru prima dată, furnizându-ne totodată și prima ei schiță.

## Descriere

Imagine din interiorul peşterii

Peștera, emergența a unui curs subteran cu debit apreciabil, constituie un coridor unic, ascendent, cu numeroase obstacole pe parcurs. Peștera este dezvoltată în calcare situate la limita dintre triasicul inferior și mediu și are o lungime totală de 4500 m.
Intrarea, de 6/4 m, este ocupată în întregime de un lac subteran. Prima încăpere spațioasă a peșterii are o lungime de 13 m și nu este accesibilă decât cu barca de cauciuc. Apa patrunde în această sala printr-o cascadă înaltă de 2 m ce se găsește la capatul ei sudic, dar care poate fi ocolită pe partea dreaptă a galeriei. După un sector relativ orizontal întalnim Cascada II, de 3 m înalțime, urmată spre vest de un sector înalt de 8—10 m și a carui podea este submersă. Dintr-un punct aflat la circa 100 m de la intrare, galeria se lărgește ușor până la 5—6 m lățime, iar cursul de apa se transformă într-un lac de peste 2 m adâncime. La capătul lacului se află Cascada III, înaltă de 3 m, iar pe pereți se pot distinge iscălituri datând din secolul al XIX-lea.
Pentru escaladarea Cascadei III este necesară o scar fixă. Înaintarea se face pe cursul pârâului, apa avand adâncimi variabile, iar pereții prezentând nivele de eroziune și pe alocuri concrețiuni calcaroase. Parcurgând un sector lung al coridorului cu apă se ajunge la Zidul Mare de 8 m înalțime, care permite vizitarea unei porțiuni superioare a peșterii.
Apele care ies prin Sifonul 1 dispar la un nivel superior (8 m) prin intermediul unui remarcabil sorb de secțiune circulară. De aici peștera se lărgește considerabil (până la 8—10 m). Coridorul se termină cu un lac de peste 20 m lățime și peste 3 m adâncime, la capatul caruia tavanul se continuă, oblic, pe sub apă (Sifonul II). Peștera a fost explorată în continuare. Ea prezintă interes pentru cercetarile de speleogeneză și sedimentologie. 
Tronsonul vizitabil actualmente, în conditii dificile de acces, are o lungime de numai 548 m (dintr-un total de 1177 m). Faptul ca dincolo de sifonul II - depășit cu ajutorul scafandrului autonom - peștera continuă în regim vados, avand o rețea vastă de galerii neafectate de impactul uman. Morfologia sa, departe de a poseda arabescurile specifice pesterilor puternic concretionate, este sobra si impunatoare.

## Biologie
În peșteră au mai fost semnalate gasteropode,   păianjeni, pseudoscorpioni, coleoptere chiroptere și carabide.